# Toronto Raptors
Die Toronto Raptors sind ein kanadisches Basketballteam der nordamerikanischen Basketball-Profiliga National Basketball Association (NBA) aus Toronto in der Provinz Ontario. In den NBA Finals 2019 gewannen die Raptors als erste kanadische Mannschaft in der NBA-Geschichte die Meisterschaft. Das Team wurde 1995 im Zuge der NBA-Erweiterung nach Kanada gegründet und ist seit der Umsiedlung der Vancouver Grizzlies zur Saison 2001/02 nach Memphis, Tennessee, das einzige kanadische Franchise der Liga.
Die Raptors gehören der Atlantic Division innerhalb der Eastern Conference an. Ihre Heimspiele tragen die Raptors seit Februar 1999 in der Scotiabank Arena aus, zuvor war der SkyDome die Heimspielstätte.

## Teamgeschichte

### Gründung der Raptors und die ersten Jahre (1995–1998)

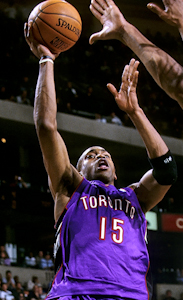
Vince Carter spielte von 1998 bis 2004 für die Raptors

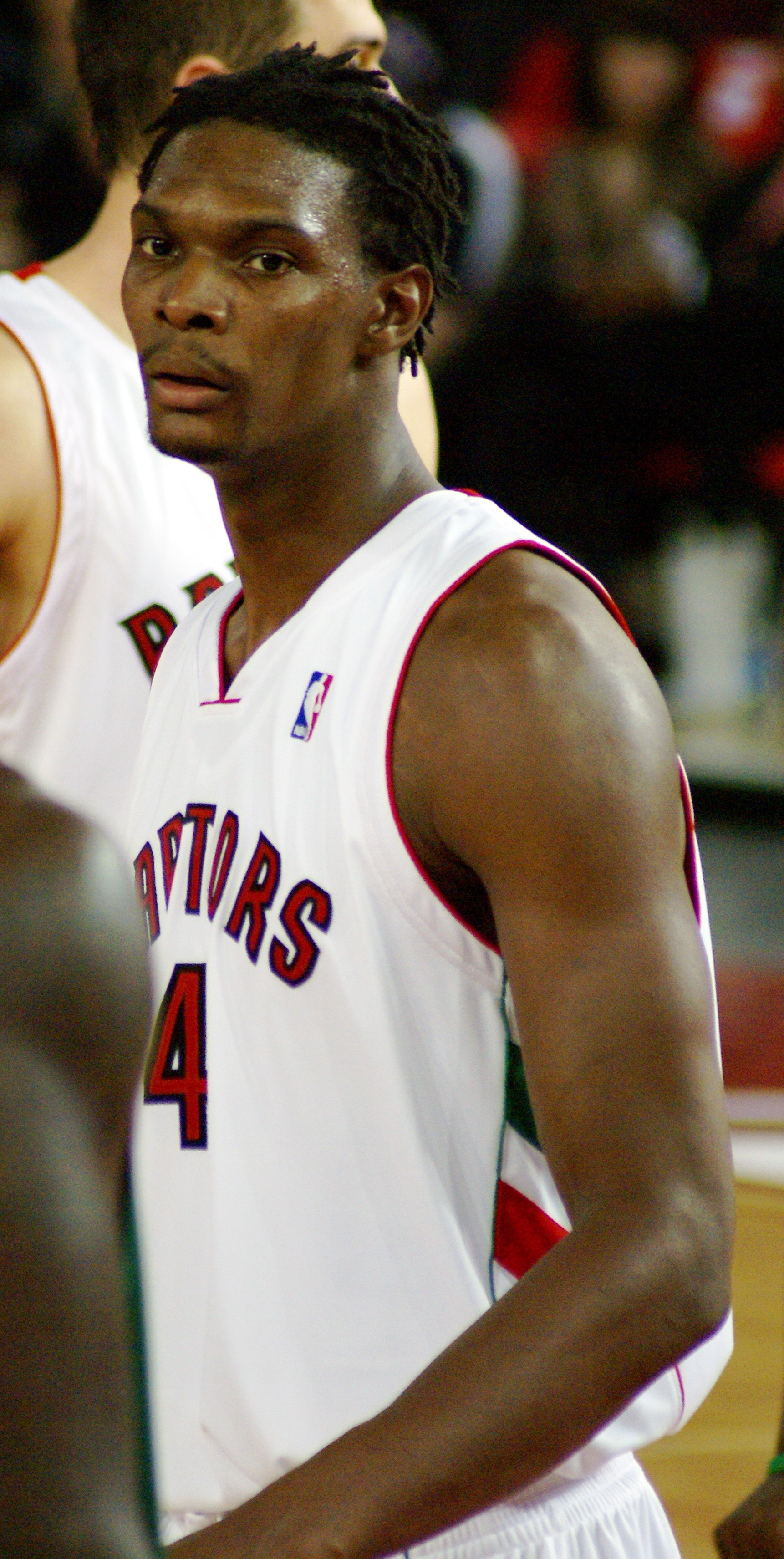
Chris Bosh im Trikot der Toronto Raptors von 2003 bis 2010

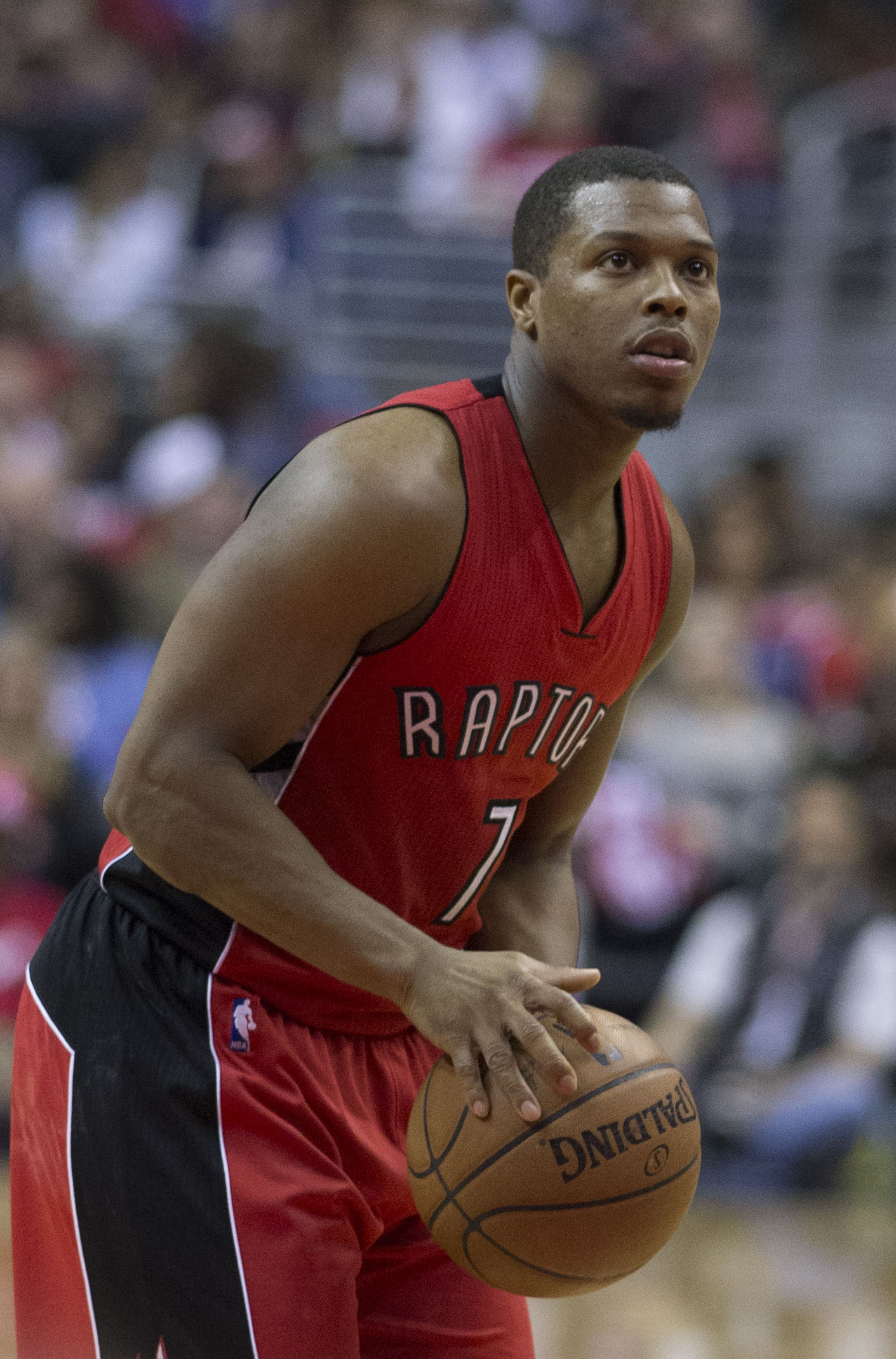
Point Guard Kyle Lowry spielte von 2012 bis 2021 für die Raptors

Am 1. November 1946 waren die Toronto Huskies Gastgeber des ersten Ligaspiels der Basketball Association of America, als sie auf die New York Knicks trafen und mit 66:68 unterlagen. Die Huskies verpassten in ihrer einzigen Saison die Playoffs; nach Saisonende wurde das Team bereits aufgelöst. Im Frühjahr 1993 zog die National Basketball Association in Erwägung zur Saison 1995/96 nach Kanada zu expandieren, wobei Toronto und Vancouver als aussichtsreichste Standorte für Expansionsteams galten. Die Gebühr zur Platzierung eines Expansionsteams in Toronto belief sich auf 125 Millionen US-Dollar. Als Beiname wurde Raptors auserkoren, beeinflusst wurde dies durch den Medienhype des kommerziell erfolgreichen Streifen Jurassic Park. Schließlich wurden neben den Vancouver Grizzlies die Toronto Raptors im Kalenderjahr 1995 gegründet und zur Saison 1995/96 in die NBA integriert. Als erster Cheftrainer wurde Dibo Dede engagiert, der zuvor bei den Detroit Pistons in der Position des Assistenztrainers angestellt war. Damon Stoudamire wurde der erste Spieler, der von den Raptors beim NBA-Draft 1995 an siebter Stelle ausgewählt wurde. Über einen Expansion Draft wurde der Kader für die neue Saison ausgefüllt.
Ihre erste NBA-Partie absolvierte die Mannschaft am 3. November 1995 zuhause im SkyDome gegen die New Jersey Nets. Vor einer Zuschauerkulisse von 33 306 Besuchern siegten die Raptors mit 94:79. Die ersten Punkte überhaupt für die Torontoer verbuchte Alvin Robertson. Die Raptors besiegten am 24. März 1996 in einem Heimspiel überraschend die Chicago Bulls, welche die Spielzeit mit 72 Siegen beendeten, mit 109:108. Die Premierensaison beendete die Mannschaft mit 21 Siegen und 61 Niederlagen auf dem letzten Rang der Central Division. Neuprofi Stoudamire war mit durchschnittlich 19 Punkten pro Spiel und 9,3 Assists erfolgreichster Akteur der Raptors und erhielt zum Saisonende die Auszeichnung als Rookie des Jahres.
Über die nächsten Jahre blieben die Raptors eine erfolglose Franchise. Stoudamire wurde bereits 1998 zu den Portland Trail Blazers verkauft, Centertalent Marcus Camby ging im gleichen Sommer zu den New York Knicks. Durch kluge NBA-Draftentscheidungen erhielt man 1997 die Rechte an Tracy McGrady, ein Jahr später erhielt man, nach einem Tauschhandel mit den Golden State Warriors, die Draftrechte an Vince Carter. Zudem wurde das Team mit Veteranen wie Charles Oakley, Antonio Davis und Dell Curry verstärkt. Carter, der als künftiger Superstar in die Liga kam, wurde 1999 Rookie des Jahres. Die Saison 1997/98 und Saison 1998/99 wurden dennoch nur mit 15 bzw. 16 Siegen beendet. Um das talentierte Duo Carter und McGrady entstand jedoch eine gute Mannschaft, die die Raptors 2000 erstmals in die NBA-Playoffs führte, wo man in der ersten Runde den New York Knicks unterlag.

### Vince-Carter-Ära (1998–2004)
McGrady verließ jedoch im Sommer 2000 die Raptors und wechselte zu den Orlando Magic. Der sportliche Höhepunkt für die Raptors war bisher die Saison 2000/01, als die Mannschaft unter der Führung Carters erst in der zweiten Runde der Playoffs, nach einer Serie gegen die Philadelphia 76ers mit Allen Iverson, ausschied. Die Raptors halten einen unrühmlichen Rekord: 998 Spiele in Folge, seit dem 23. März 2001, als dies zuletzt Alvin Williams gelang, konnte kein Spieler mehr ein Triple Double erzielen. Ben Uzoh beendete, in seinem bisher letzten NBA-Spiel, am letzten Spieltag der Saison 2011/12 mit 12 Punkten, 11 Rebounds und 12 Assists am 26. April 2012 gegen die New Jersey Nets diese Serie. Mit dem Umzug der Vancouver Grizzlies nach Memphis 2001, verblieben die Raptors das einzige kanadische Team in der NBA. Nachdem man auch 2002 die Playoffs erreichte, verpasste man sie 2003 deutlich. Der bis dato fünffache All-Star Carter wurde im Dezember 2004 gegen Alonzo Mourning, Eric Williams, Aaron Williams und zwei Erstrunden-Draft-Picks zu den New Jersey Nets transferiert, womit für die Kanadier ein Neuanfang begann. Neuer Leader der Raptors war Chris Bosh, den sie bereits im NBA-Draft 2003 an vierter Stelle gedraftet hatten.

### Chris-Bosh-Ära (2004–2010)
Nachdem auch 2004 und 2005 die Playoffs deutlich verpasst wurden, wurde Bryan Colangelo 2006 als neuer General Manager verpflichtet. Dieser hatte zuvor die Phoenix Suns zu einer erfolgreichen Mannschaft geformt. Beim NBA-Draft 2006 entschieden sich die Raptors für den Italiener Andrea Bargnani, der als erster Europäer in einem NBA Draft an der ersten Stelle ausgewählt wurde. In der Saison 2006/07 gewannen sie unter der Führung von Chris Bosh, der 2007 bereits zum zweiten Mal All-Star geworden war, zum ersten Mal die Atlantic Division. Zu dieser Zeit stand Bosh erstmals in der Starting-Five beim All-Star Game und konnte in der Saison sowohl bei den Punkten als auch bei den Rebounds Career-Highs verbuchte. Die Raptors schieden trotz dieser Bestleistung in der ersten Playoff-Runde gegen die New Jersey Nets aus, da sie die Serie 4:2 verloren hatten. Bosh erreichte am Ende das All-NBA Second Team, Bargnani das All-NBA Rookie First Team. 2008 erreichte man erneut die Playoffs, unterlag jedoch wieder in der ersten Runde den Orlando Magic. In der Saison 2008/09 wurden All-Stars wie Jermaine O’Neal und Shawn Marion verpflichtet, jedoch konnte man nur 33 Siege holen und verpasste die Playoffs deutlich. Im NBA-Draft 2009 wurde DeMar DeRozan an neunter Stelle ausgewählt. Toronto verbesserte seine Bilanz auf 40 Siege, verpasste jedoch 2010 knapp die Playoffqualifikation.

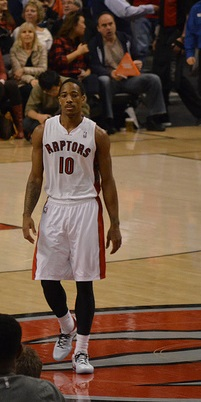
DeMar DeRozan spielte von 2009 bis 2018 für die Raptors

### Neuaufbau (2010–2013)
Aufgrund der verpassten Playoffs wechselte Starspieler Bosh im Sommer 2010 als Free Agent zu den Miami Heat und bildet dort mit Dwyane Wade und LeBron James zusammen das neue Triumvirat. Nachdem der NBA-Champion Dallas Mavericks es am 21. Juni 2011 bestätigte, verließ Co-Trainer Dwane Casey (54) die Texaner um als Headcoach bei den Toronto Raptors anzuheuern. Bei den Raptors folgt Dwane Casey auf den Kanadier Jay Triano, der mit den Raptors zuletzt dreimal in Serie den Einzug in die Playoffs verpasst hatte und danach als Berater des Klubs tätig wurde. Die Raptors dagegen starteten einen Neuaufbau und versammelten in den nächsten Jahren junge Talente wie den Guard DeMar DeRozan, Swingman Terrence Ross und dem Litauer Jonas Valanciunas. Der einstige Hoffnungsträger Bargnani konnte die hochgesetzten Erwartungen nie erfüllen und wurde im Sommer 2013 zu den New York Knicks verkauft. Auch die Verpflichtung von Rudy Gay brachte nicht den gewünschten Erfolg, weswegen er nach einem Jahr zu den Sacramento Kings weiterverkauft wurde. Ab 2013 übernahm Masai Ujiri den Posten des General Managers.

### Erfolgreiche Jahre unter DeRozan und Lowry (2013–2018)
Bereits 2012 wechselte Point Guard Kyle Lowry zu den Raptors und verhalf dem Team zu neuem Glanz. Während der Saison 2012/13 erreichten die Raptors den vierten Platz in der Atlantic Division und verpassten somit das fünfte Mal in Folge die Playoffs. 2013/2014 schafften es die Raptors nach einem schwachen Start in die Playoffs und konnten sich mit 48 Siegen und 34 Niederlagen die Meisterschaft der Atlantic Division sichern. Lou Williams sicherte sich als erster Spieler der Raptorsgeschichte den NBA Sixth Man of the Year Award, für den besten Bankspieler der Liga. In der ersten Runde traf das Team auf die Brooklyn Nets. Gegen die Nets schieden die Raptors nach 7 Spielen aus. 2015 gewann man die Atlantic Division erneut und stellte mit 49 Siegen einen Franchiserekord auf, schied in den Playoff, wie im Jahr zuvor, in der ersten Runde gegen die Washington Wizards mit 0:4 aus. Im Sommer 2015 wurde das Team mit Luis Scola und DeMarre Carroll verstärkt. Das NBA All-Star Game fand 2016 erstmals in Toronto statt und die Raptors stellten mit Lowry und DeRozan erstmals zwei All-Stars. Toronto stellte zum Ende der Saison mit 56 Siegen einen Teamrekord auf und belegte den zweiten Platz in der Eastern Conference hinter den Cleveland Cavaliers. In den Play-offs erreichte die Raptors nach knappen Seriensiegen gegen die Indiana Pacers und Miami Heat, erstmals das Conferencefinale. Dort traf man auf die Cavaliers, gegen die man 2:4 ausschied. Die Saison 2016/17 schloss das Team mit 51 Siegen ab, jedoch scheiterte das Team in den Conference-Semifinals gegen die Cleveland Cavaliers mit 0:4. Die Saison 2017/18 ging als die erfolgreichste Saison in die Franchise-Geschichte ein, da man zum allerersten Mal die reguläre Saison als bestplatziertes Team im Osten abschließen konnte und 59 Siege holte. Nachdem man die Erste Runde gegen die Washington Wizards ohne größere Schwierigkeiten mit 4:2 gewann, sorgten erneut die Cleveland Cavaliers für das Aus der Raptors, obwohl das Team aufgrund der Kombination aus starken Einzelspielern und einer breiten Bank als leichter Favorit in die Serie ging. Gegen die Cavaliers und den überragend spielenden LeBron James verlor man wie im Jahr zuvor mit 0:4 und der Headcoach Dwane Casey wurde gefeuert.

### Neuanfang und erste NBA-Meisterschaft mit Kawhi Leonard (seit 2018)
Nach erneutem, frühem Ausscheiden in der abgelaufenen Saison entschlossen sich die Toronto Raptors einen Neuanfang zu starten. Als neuen Headcoach präsentierten die Kanadier Nick Nurse, welcher zuvor als Assistenzcoach unter Dwayne Casey bei den Raptors tätig war. Am 18. Juli 2018 wurde der langjährige Franchise-Player DeMar DeRozan zusammen mit dem österreichischen Center Jakob Pöltl, im Austausch für den All-Star Kawhi Leonard und Shooting Guard Danny Green, nach Texas zu den San Antonio Spurs geschickt. Leonard, dessen Vertrag am Ende der Saison 2018/19 bereits auslief, sollte jedoch auch über die Saison hinaus den Anführer der neuen Raptors-Franchise darstellen.
In den NBA Finals 2019 entschieden die Raptors am 13. Juni 2019 die Serie gegen die Golden State Warriors mit einem überragenden Leonard 4:2 für sich und gewannen somit erstmals die NBA-Meisterschaft.
In der Offseason entschied Leonard, die Raptors trotz der gewonnenen Meisterschaft zu verlassen und zu den Los Angeles Clippers zu wechseln.
In der Saison 2020/21 trugen die Raptors aufgrund der weltweiten Pandemie ihre Heimspiele in Tampa, Florida aus. Sie verpassten die Playoffs mit einer negativen Bilanz.

## Aktueller Kader
| Nr. | Nat.               | Name              | Position       | Geburt     | Größe  | Info | College            |
| --- | ------------------ | ----------------- | -------------- | ---------- | ------ | ---- | ------------------ |
| 0   | Kanada             | A.J. Lawson       | Guard          | 15.07.2000 | 198 cm | G    | South Carolina     |
| 1   | Vereinigte Staaten | Gradey Dick       | Guard/Forward  | 20.11.2003 | 203 cm |      | Kansas             |
| 2   | Vereinigte Staaten | Jonathan Mogbo    | Forward        | 29.10.2001 | 203 cm | R    | San Francisco      |
| 3   | Vereinigte Staaten | Brandon Ingram    | Forward        | 02.09.1997 | 203 cm |      | Duke               |
| 4   | Vereinigte Staaten | Scottie Barnes    | Forward        | 01.08.2001 | 201 cm |      | Florida State      |
| 5   | Vereinigte Staaten | Immanuel Quickley | Guard          | 17.06.1999 | 188 cm |      | Kentucky           |
| 9   | Kanada             | RJ Barrett        | Guard/Forward  | 14.06.2000 | 201 cm |      | Duke               |
| 14  | Vereinigte Staaten | Ja'Kobe Walter    | Guard          | 04.09.2004 | 196 cm | R    | Baylor             |
| 17  | Vereinigte Staaten | Garrett Temple    | Guard/Forward  | 08.05.1986 | 198 cm |      | LSU                |
| 19  | Osterreich         | Jakob Pöltl       | Center         | 15.10.1995 | 216 cm |      | Utah               |
| 21  | Vereinigte Staaten | Orlando Robinson  | Guard          | 10.07.2000 | 208 cm | G    | Fresno State       |
| 22  | Kamerun            | Ulrich Chomche    | Forward/Center | 30.12.2005 | 211 cm | R G  | NBA Academy Africa |
| 23  | Vereinigte Staaten | Jamal Shead       | Guard          | 24.07.2002 | 185 cm | R    | Houston            |
| 25  | Kanada Saint Lucia | Chris Boucher     | Forward        | 11.01.1993 | 206 cm |      | Oregon             |
| 30  | Vereinigte Staaten | Ochai Agbaji      | Guard          | 20.04.2000 | 196 cm |      | Kansas             |
| 77  | Vereinigte Staaten | Jamison Battle    | Forward        | 10.05.2001 | 201 cm | R G  | Ohio State         |

| Nat.                   | Name            | Position       |
| ---------------------- | --------------- | -------------- |
| Serbien                | Darko Rajaković | Head Coach     |
| Vereinigte Staaten     | Nate Bjorkgren  | Assistenzcoach |
| Vereinigte Staaten     | John Corbacio   | Assistenzcoach |
| Kanada Eswatini        | Jama Mahlalela  | Assistenzcoach |
| Kanada                 | Jon Goodwillie  | Assistenzcoach |
| Vereinigte Staaten     | Jim Sann        | Assistenzcoach |
| Vereinigtes Konigreich | Fab Flournoy    | Assistenzcoach |

| Abk. | Bedeutung                                 |
| ---- | ----------------------------------------- |
| Nr.  | Trikotnummer                              |
| Nat. | Nationalität                              |
| C    | Mannschaftskapitän                        |
| R    | Rookie                                    |
| G    | Two-way contract                          |
| X10  | Exhibit 10-Vertrag für das Trainingslager |
|      | Verletzungsbedingte Inaktivität           |

## Ehrungen und nennenswerte Leistungen

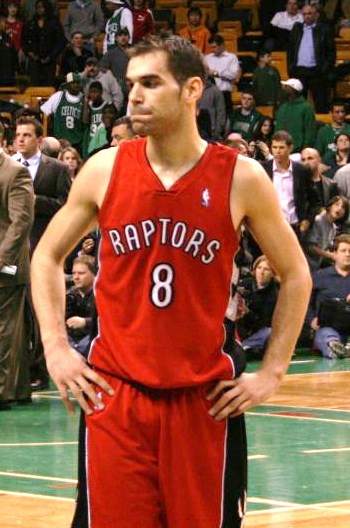
Der Spanier José Calderón spielte bis 2013 für die Toronto Raptors

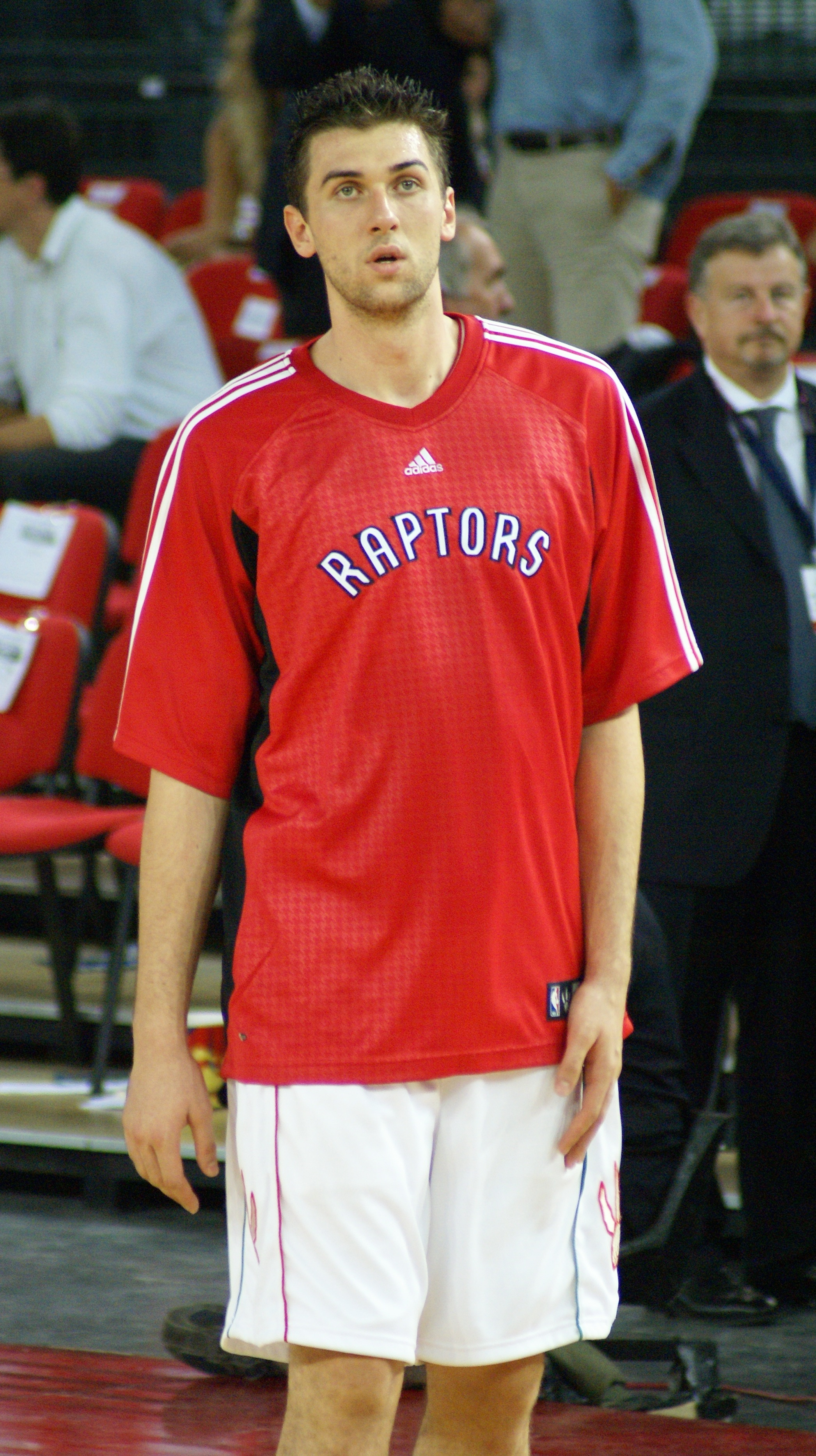
Andrea Bargnani (2006 bis 2013)

| Name             | aktueller Verein       |
| ---------------- | ---------------------- |
| Hakeem Olajuwon  | Karriere beendet       |
| Kawhi Leonard    | Los Angeles Clippers   |
| Tracy McGrady    | Karriere beendet       |
| Vince Carter     | Karriere beendet       |
| Kyle Lowry       | Miami Heat             |
| DeMar DeRozan    | Sacramento Kings       |
| Marcus Camby     | Karriere beendet       |
| Damon Stoudamire | Karriere beendet       |
| Shawn Marion     | Karriere beendet       |
| Chris Bosh       | Karriere beendet       |
| Hidayet Türkoğlu | Karriere beendet       |
| José Calderón    | Free Agent             |
| Ed Davis         | Minnesota Timberwolves |
| Antonio Davis    | Karriere beendet       |
| Morris Peterson  | Karriere beendet       |
| Donyell Marshall | Karriere beendet       |
| Jalen Rose       | Karriere beendet       |
| Jermaine O’Neal  | Karriere beendet       |
| Andrea Bargnani  | Free Agent             |
| Charles Oakley   | Karriere beendet       |
| Rudy Gay         | Utah Jazz              |
| Leandro Barbosa  | Minas                  |

## Statistiken
| Jahr    | Siege:Niederlagen | Siege [%] | Saisonplatzierung / Division                                          | Play-offs |
| ------- | ----------------- | --------- | --------------------------------------------------------------------- | --- |
| 1995/96 | 21:61             | 25,6      | 8. Platz der Central Division                                         | Nicht für die Play-offs qualifiziert |
| 1996/97 | 30:52             | 36,6      | 8. Platz der Central Division                                         | Nicht für die Play-offs qualifiziert |
| 1997/98 | 16:66             | 19,5      | 8. Platz der Central Division                                         | Nicht für die Play-offs qualifiziert |
| 1998/99 | 23:27             | 46,0      | 6. Platz der Central Division                                         | Nicht für die Play-offs qualifiziert |
| 1999/00 | 45:37             | 54,9      | 3. Platz der Central Division                                         | 0:3-Niederlage in der ersten Runde gegen die New York Knicks |
| 2000/01 | 47:35             | 57,3      | 2. Platz der Central Division                                         | 3:2-Sieg in der ersten Runde gegen die New York Knicks 3:4-Niederlage in den Eastern Conference-Halbfinals gegen die Philadelphia 76ers |
| 2001/02 | 42:40             | 51,2      | 3. Platz der Central Division                                         | 2:3-Niederlage in der ersten Runde gegen die Detroit Pistons |
| 2002/03 | 24:58             | 29,3      | 7. Platz der Central Division                                         | Nicht für die Play-offs qualifiziert |
| 2003/04 | 33:49             | 40,2      | 6. Platz der Central Division                                         | Nicht für die Play-offs qualifiziert |
| 2004/05 | 33:49             | 40,2      | 4. Platz der Atlantic Division                                        | Nicht für die Play-offs qualifiziert |
| 2005/06 | 27:55             | 32,9      | 4. Platz der Atlantic Division                                        | Nicht für die Play-offs qualifiziert |
| 2006/07 | 47:35             | 57,3      | 1. Platz der Atlantic Division                                        | 2:4-Niederlage in der ersten Runde gegen die New Jersey Nets |
| 2007/08 | 41:41             | 50,0      | 2. Platz der Atlantic Division                                        | 1:4-Niederlage in der ersten Runde gegen die Orlando Magic |
| 2008/09 | 33:49             | 40,2      | 4. Platz der Atlantic Division                                        | Nicht für die Play-offs qualifiziert |
| 2009/10 | 40:42             | 48,8      | 2. Platz der Atlantic Division                                        | Nicht für die Play-offs qualifiziert |
| 2010/11 | 22:60             | 26,8      | 5. Platz der Atlantic Division                                        | Nicht für die Play-offs qualifiziert |
| 2011/12 | 23:43             | 34,8      | 4. Platz der Atlantic Division                                        | Nicht für die Play-offs qualifiziert |
| 2012/13 | 34:48             | 41,5      | 5. Platz der Atlantic Division                                        | Nicht für die Play-offs qualifiziert |
| 2013/14 | 48:34             | 58,5      | 1. Platz der Atlantic Division                                        | 3:4-Niederlage in der ersten Runde gegen die Brooklyn Nets |
| 2014/15 | 49:33             | 59,8      | 1. Platz der Atlantic Division                                        | 0:4-Niederlage in der ersten Runde gegen die Washington Wizards |
| 2015/16 | 56:26             | 68,3      | 1. Platz der Atlantic Division                                        | 4:3-Sieg in der ersten Runde gegen die Indiana Pacers 4:3-Sieg in den Eastern Conference-Halbfinals gegen die Miami Heat 2:4-Niederlage in den Eastern Conference-Finals gegen die Cleveland Cavaliers                                                    |
| 2016/17 | 51:31             | 62,2      | 2. Platz der Atlantic Division                                        | 4:2-Sieg in der ersten Runde gegen die Milwaukee Bucks 0:4-Niederlage in den Eastern Conference-Halbfinals gegen die Cleveland Cavaliers |
| 2017/18 | 59:23             | 72,0      | 1. Platz der Atlantic Division 1. Platz der Eastern Conference        | 4:2-Sieg in der ersten Runde gegen die Washington Wizards 0:4-Niederlage in den Eastern Conference-Halbfinals gegen die Cleveland Cavaliers |
| 2018/19 | 58:24             | 70,7      | 1. Platz der Atlantic Division 2. Platz der Eastern Conference        | 4:1-Sieg in der ersten Runde gegen die Orlando Magic 4:3-Sieg in den Eastern Conference-Halbfinals gegen die Philadelphia 76ers 4:2-Sieg in den Eastern Conference-Finals gegen die Milwaukee Bucks 4:2 in den NBA Finals gegen die Golden State Warriors |
| 2019/20 | 53:19             | 73,6      | 1. Platz der Atlantic Division 2. Platz (Seed) der Eastern Conference | 4:0-Sieg in der ersten Runde gegen die Brooklyn Nets 3:4-Niederlage in den Eastern Conference-Halbfinals gegen die Boston Celtics |
| 2020/21 | 27:45             | 37,5      | 5. Platz der Atlantic Division 12. Platz der Eastern Conference       | Nicht für die Play-offs qualifiziert |
| 2021/22 | 48:34             | 58,5      | 3. Platz der Atlantic Division 5. Platz der Eastern Conference        | 2:4-Niederlage in der ersten Runde gegen die Philadelphia 76ers |
| 2022/23 | 41:41             | 50,0      | 5. Platz der Atlantic Division 9. Platz der Eastern Conference        | Nicht für die Play-offs qualifiziert in den Play-ins |
| 2023/24 | 25:57             | 30,5      | 5. Platz der Atlantic Division 12. Platz der Eastern Conference       | Nicht für die Play-offs qualifiziert |
| 2024/25 | 30:52             | 36,6      | 3. Platz der Atlantic Division 11. Platz der Eastern Conference       | Nicht für die Play-offs qualifiziert |
| Gesamt  | 1126:1266         | 47,1      | Central Division und Atlantic Division in der Eastern Conference      | 13 Playoff-Teilnahmen – 1 NBA-Meisterschaft 22 Serien: 10 Siege, 12 Niederlagen 125 Spiele: 57 Siege, 68 Niederlagen (45,6 %) |